# Thomas Bardinet
Pour les articles homonymes, voir Bardinet.
Thomas Bardinet est un réalisateur français né le 12 janvier 1965 à Talence.

## Filmographie

### Monteur
- 1994 : Intimité de Dominik Moll
- 2011 : Nino (une adolescence imaginaire de Nino Ferrer)

### Réalisateur
- 1991 : Caroline et ses amies (court métrage)
- 1996 : Soyons amis ! (court métrage - Prix Jean-Vigo 1997)
- 1996 : Le Cri de Tarzan
- 2001 : Les Âmes câlines
- 2007 : La Petite mêlée (documentaire sportif)
- 2008 : Les Petits Poucets
- 2011 : Nino (une adolescence imaginaire de Nino Ferrer)
- 2014 : Ta main (court métrage)[1]
- 2023 : La sorcière et le martien